# اچ‌ام‌اس ایدن (۱۹۰۳)
اچ‌ام‌اس ایدن (۱۹۰۳) (به انگلیسی: HMS Eden (1903)) یک کشتی بود. این کشتی در سال ۱۹۰۳ ساخته شد.